# Hamer (woreda)
Pour les articles homonymes, voir Hamer.
Hamer est un woreda du sud de l'Éthiopie situé dans la zone Debub Omo à la frontière du Kenya. Partie sud de l'ancien woreda Hamer Bena, ce district porte le nom des Hamers. Il compte 59 572 habitants en 2007 et se rattache à la région des nations, nationalités et peuples du Sud jusqu'au transfert de la zone dans la région Éthiopie du Sud en août 2023. Son chef-lieu est Dimeka.

## Situation
Longé à l'est par la rivière Weito et le lac Chew Bahir qui le séparent de la région Oromia, le district est bordé à l'ouest par l'Omo et s'étend vers le sud jusqu'à la frontière entre l'Éthiopie et le Kenya.
Dimeka se situe dans le nord du district une centaine de kilomètres au sud de Jinka tandis que Turmi,, située une trentaine de kilomètres plus loin au départ des routes en direction d'Omorate et d'Arbore, est à peu près au centre du district.
| Selamago  | Bena Tsemay |                  |
| Nyangatom | Hamer       | Teltele (Oromia) |
| Dasenech  | (Kenya)     |                  |

## Population
Les Hamers sont majoritaires dans le district[réf. souhaitée].
Le recensement national de 2007 y fait état de 59 572 habitants dont 5 % de citadins qui sont les 2 023 habitants de Dimeka et 1 190 habitants à Turmi.
La plupart des habitants (91 %) sont de religions traditionnelles africaines, 3 % sont orthodoxes, 2 % sont protestants et 2 % sont musulmans.
En 2022, la population du district est estimée à 81 926 personnes avec une densité de population de 14 personnes par km2 et 5 897 km2 de superficie.